# Fāʾ
Fāʾ (in arabo فاء‎? /fæːʔ/) è la ventesima lettera dell'alfabeto arabo. Nella numerazione abjad essa assume il valore di 80.

## Origine
Questa lettera deriva secondo alcuni da  dell'alfabeto nabateo, secondo altri da ܦ dell'alfabeto siriaco. In ogni caso deriva da pe dell'alfabeto aramaico (), che nacque dalla pe dell'alfabeto fenicio (), generata dalla pit dell'alfabeto proto-cananeo ().

## Fonetica
Foneticamente corrisponde alla fricativa labiodentale sorda ([f]), per cui è assimilabile alla lettera f dell'alfabeto latino.

## Scrittura e traslitterazione
Fāʾ viene scritta in varie forme in funzione della sua posizione all'interno di una parola:
| Forma isolata | Forma finale | Forma intermedia | Forma iniziale |
| ﻑ             | ـف…          | …ـفـ…            | …فـ            |

Nella traslitterazione dall'arabo è comunemente associata a f.

## Sintassi
Fāʾ è una lettera lunare. Ciò significa che quando ad una parola che inizia con questa lettera bisogna anteporre l'articolo determinativo (ال alif-lām al), esso non subirà alcuna modifica.